# Estadio CAP
El Estadio CAP ou Stade CAP est un stade de football chilien se trouvant à Talcahuano.
Construit en 2008, il a une capacité de 10 579 places lors de sa construction, puis de 20 000 places par la suite. Le club résident est le Huachipato, qui se trouve en Division 1 chilienne.